# 생물 다양성

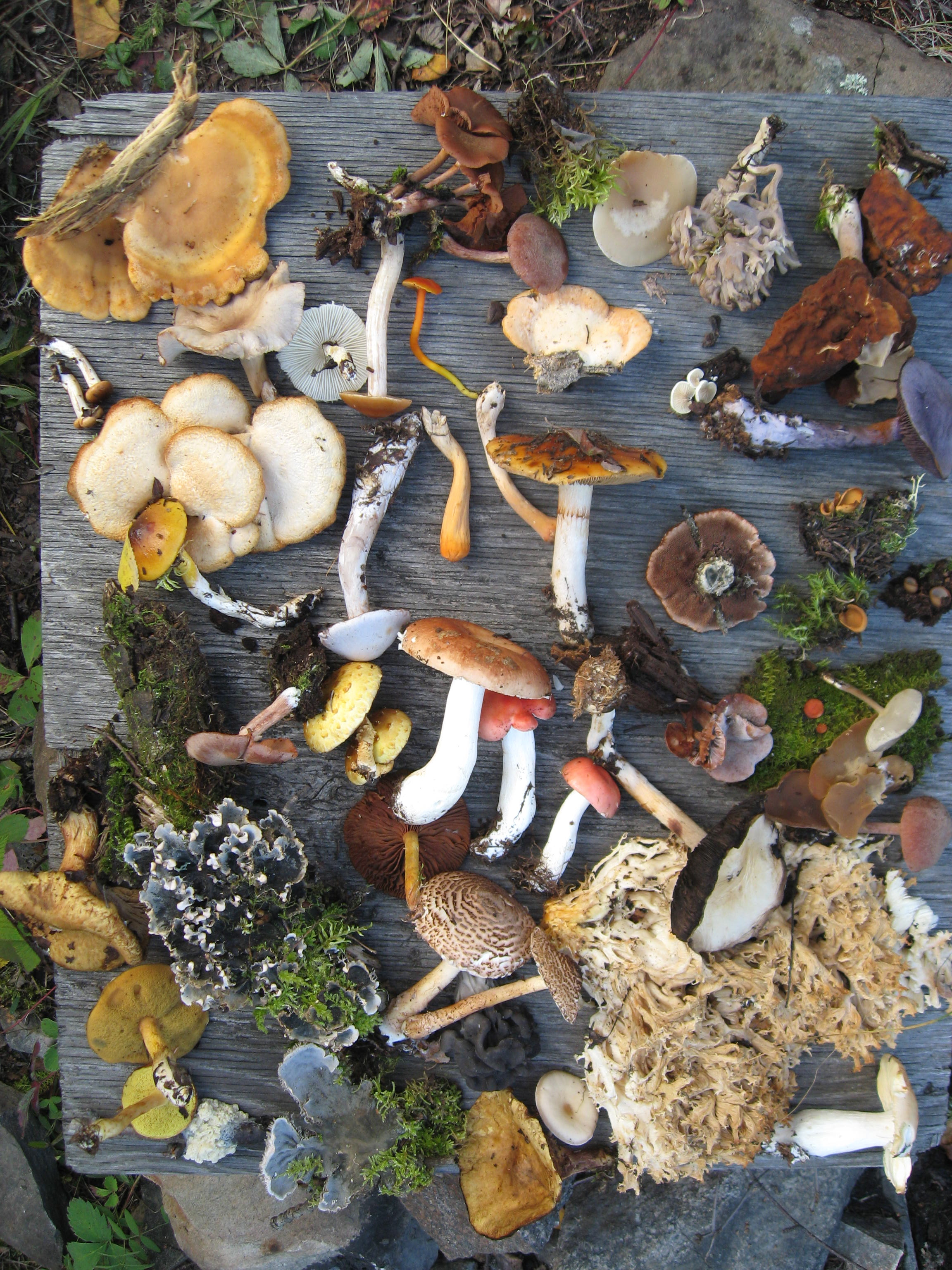
2008년 여름에 모은 균계의 견본. 균계의 종의 다양성을 보여주는 한 예이다.

생물 다양성(生物多樣性, 영어: biodiversity)은 지구 각지의 자연계에 존재하는 생물의 다양성을 말한다.
환경에 대한 관심과 생물자원의 자본화에 따라 최근에 선진국과 생물다양성부서와의 첨예한 대립이 생기게 되었다. 이와 관련하여, 선진국 위주의 세계생물다양성정보기구(GBIF) 개발도상국 중심의 기구들(CBD)이 탄생하여 생물다양성을 활용하는 원칙에 대립된 의견을 내어놓고 있다.

## 종의 수

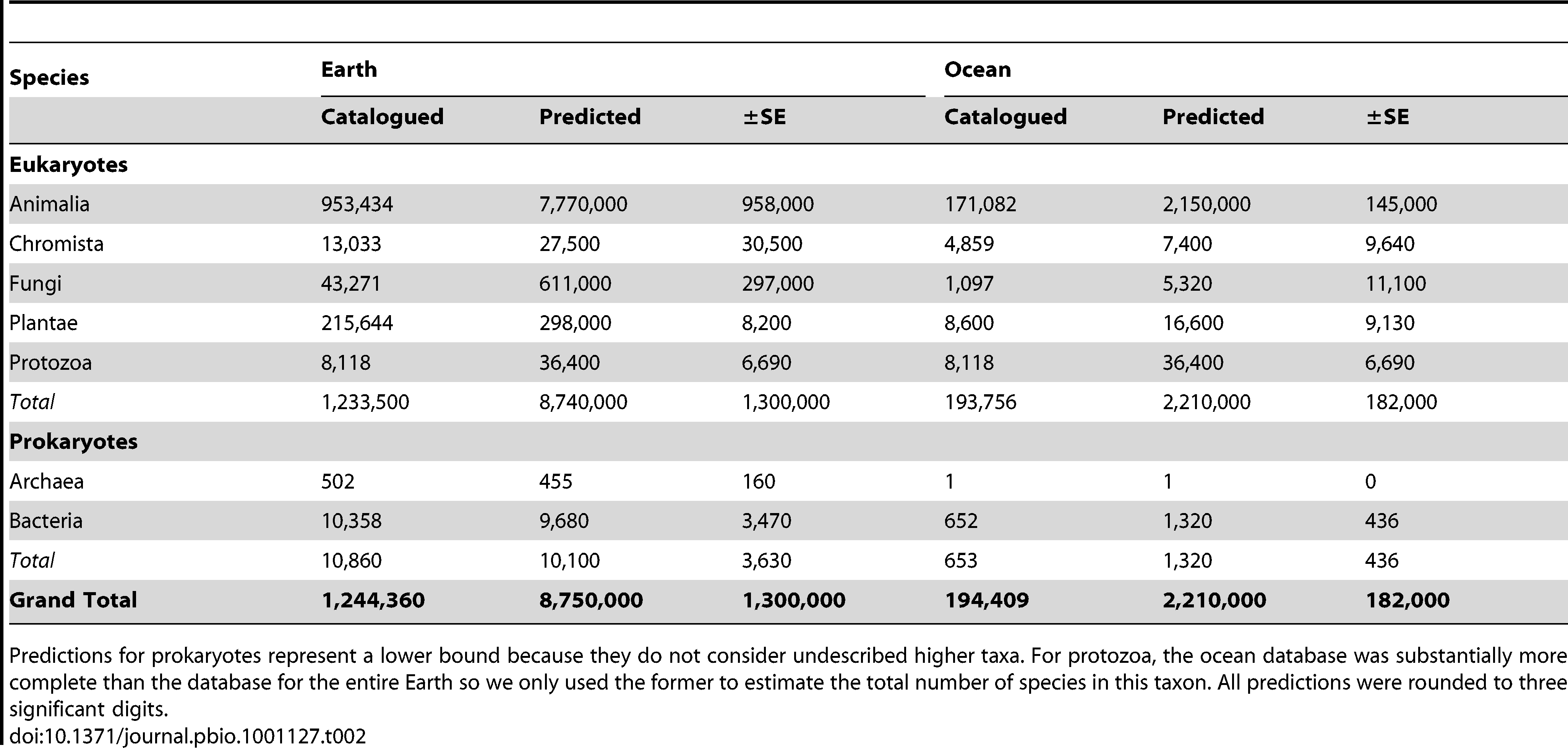
육지와 해양에서 발견되고 예측되는 종의 총 수

## 같이 보기
- 생명윤리학
- 생명자원
- 멸종
- 생물다양성 감소

### 국제 연합 문서
- 생물다양성 협약 협약 내용(아랍어, 중국어, 영어, 프랑스어, 러시아어, 스페인어)
- Global Biodiversity Outlook 2 생물다양성 협약에 대한 사무국의 출판물. 다양성 감소의 추이와 협약에 따른 대응을 설명(아랍어, 중국어, 영어, 프랑스어, 러시아어, 스페인어)

### 기타
- (영어) 국제 다양성 네트워크(National Biodiversity Network)
- (영어) 카나다 다양성 정보 네트워크(Canadian Biodiversity Information Network)
- (영어) 생물다양성:Stanford Encyclopedia of Philosophy
- (영어) 생명체 사전 지구상의 모든 생물들을 설명
- (영어) Bioversity.org: 위키형태의 생물다양성 정보 수집 사이트

### 보도
- (영어) www.well.com 생물다양성과 멸종에 대한 기사 모음